# 法齊婭·古菲
法齊婭·古菲（或  ，1975年或1976年生），阿富汗塔吉克族女權倡議者及女性政治家，於2001年末阿富汗神學士政權垮台後，大力提倡阿富汗女性接受教育權利的「回到學校」運動，於2002年成為聯合國兒童基金會的兒童保護專員，於2005年當選阿富汗國會人民院議員
，代表巴达赫尚省。她现任阿富汗国民议会人民院副主席
，在2013年她登記參選2014總統選舉，但因年齡限制而未通過("登記"參選時她未滿40歲的法定年齡)。目前她有參加2018總統選舉的意向。她是当今阿富汗政坛中民主派的代表人物

## 生记

### 成長和教育
1975年，法齐娅生在阿富汗东北部边境全國最貧窮的的巴达赫尚省的一个塔吉克族家庭里，古菲的爸爸阿不都拉·拉曼（عبد الرحمن）是阿富汗國會議員。家中实行一夫多妻制，法齐娅的生母是七妻中的第二位。生母怀孕时，父亲娶了更年仅14岁的新媳妇。她是家中23个孩子当中的第19个，同母中的最小。当时女人在阿富汗的社会地位低下，生母历经做女人的苦难，不再希望生个女儿遭受同样的苦难，所以法齐娅生后未被父母所接受。1979年，苏联侵略战争前夕，父亲被塔利班游击队杀害，結束其25年的國會議員政治生涯。
法齐娅說服父母，成為家中唯一被送上学的女孩。从巴基斯坦普雷斯顿大学毕业，获得商业管理硕士学位。法齐娅与丈夫哈米德育有二女，她说她是她家中唯一可以自己选择丈夫的女儿。
母親比比將對古菲的影響深遠，法齐娅自述從小見證母親被父親毒打，認為阿富汗婦女性別不平等關係需改革，母親比比在古菲父親去世之後，將全家搬到首都喀布爾並支撐家業及撫育幼小。
法齐娅原本想成為外科醫生，但後來選擇讀政治和管理後加入联合国儿童基金会工作，從事內部難民的援助工作，並在2002至2004年之間為兒童保護專員。

### 政治生涯
2005年法齐娅獲選為巴達克珊省的國會議員，隨後成為阿富汗有史以來第一個女性國會副主席，並在2010年連任成功，30歲擔任阿富汗國會主席，準備競選2014年阿富汗總統，主張婦女平權、全民國教並反政治貪瀆。
法齐娅遭到數次暗殺未遂。2010年3月8日清晨，法齐娅的车队在路途中遭到塔利班的偷袭。

## 著作
2012年出版的《受寵愛的女兒：一個女性把阿富汗帶入未來的努力》（The Favored Daughter: One Woman's Fight to Lead Afghanistan into the Future），古菲意識到雖然阿富汗的女性地位仍低，但其參選2014年總統選舉的計劃仍是值得試的挑戰：「的確，大部份的阿富汗人相信領導國家的必須是男人，但到2014年的選舉，我們還有時間。我們仍有許多困難，我不認為一切都會很簡單。但在阿富汗的社會中，已有一部份受過教育、或想要改變的人，願意接受女性當總統，我們從這裡出發。」
2011年出版的《給女兒的信》（Letters to My Daughters）也是著重於阿富汗女性在文盲、凌虐、與不自主婚配仍存在的阿富汗社會的出路：「我出這本書，一方面是為了我女兒：萬一我不在了，我要留下清楚的訊息給她們；另一方面，我要讓世界認識阿富汗女性的堅強。這個世界通常只知道阿富汗女性的貧窮、文盲，我卻要顯出她們另一面：在這一切的艱困之下，阿富汗女性依舊堅強。」2011年出版的回憶錄《阿富汗的女兒在哭泣》則有中、法、英、荷、德、義大利、日、韓、西班牙語文版本翻譯：該回憶錄從古菲出生到2005年當選國會主席，分別以母親與先生的去世作為分隔：其中第二部分則以婚姻生活與塔利班政權為主，第三部分則描述從投身政治的選擇至國會主席